# Niki Romijn
Niki Romijn (Amersfoort, 20 april 1960) is een Nederlandse zangeres en stemactrice. Ze is vooral bekend als de stem van Clover uit de tekenfilmserie Totally Spies!, en als de stem van Bloom uit de tekenfilmserie Winx Club Ze zong in enkele girlbands en is actief als achtergrondzangeres. Ook maakt ze veel eigen liedjes en theaterstukken, geeft ze les op scholen en werkt ze als regisseur en vertaler voor de Nederlandse nasynchronisatie.

## Biografie
Ze schreef op haar twaalfde haar eerste liedje, getiteld Can't Touch The Strings. Ze voegde zich bij top 40-band 'Ovation' op de leeftijd van zeventien, en studeerde op het conservatorium van Hilversum. Vormde de bands His Mistress' Voice en de Niki Roman-band en bracht onder de laatste naam de singles Good for me en More than a name uit. Speelde in de musical Cats, en in girlbands Sisters en The Garlic Sisters. Toerde met Pepe Linhard door Zwitserland. Een reünie van The Garlic Sisters kon niet uitblijven, en ook was Niki enkele jaren te zien in een theatershow met De Zonnebloem. Toen brak de nasynchronisatie aan.
Na haar eerste rol in de serie Little Women als de stem van Jo March is Romijn regelmatig te horen op tv.
In 2002 was zij verantwoordelijk voor de Nederlandstalige bewerking van de leader van de televisieserie Pokémon: Johto League Champions, en in 2007 sprak ze de stem in van Lisa in de film The Simpsons Movie. Ook was ze onder Edward Reekers een van de zangers van de reclameliedjes Merci, dat jij er bent. Ze was actief als dubbingvertaler voor onder andere Free Willy, Little Mermaid II en Babe II en deed de stemmenregie voor onder andere Inspector Gadget. Ook is zij achtergrondzangeres voor onder anderen Gordon, Lee Towers, Deedee Bridgewater, Randy Crawford, Debbie Harry en Johnny Logan.
In 2015 sprak Romijn een reclamespot in (Viral Roodkapje) voor PlanNederland Because I'm A girl.
Voor de organisatie Plan Nederland heeft Human Factor voor hun campagne "Because I'm A Girl" de viral gemaakt "Roodkapje". 
Met deze viral wil Plan aandacht vragen voor de meisjes in ontwikkelingslanden, die het vaak nog slechter hebben dan jongens, omdat ze meisje zijn.

## Discografie
- 2006: Roos van jou mond (Afrikaanstalig)

1. O die halfmaan
2. Begin somer
3. Ontvlugting
4. Kabouterliefde
5. Ek het gedink...
6. Ek herhaal jou
7. Windliedjie
8. Bitterbessie dagbreek
9. Die more is jy

- 2001: Soon (Engelstalig)

1. Tortilla Flat
2. August 10th
3. Soon
4. One Day (in ode aan Hubert Atjak)
5. I Do
6. Dancing Bear
7. Roberta Mack or The 86'd Blues
8. Close Your Eyes (duet met Han van Eijk)
9. This Is Heaven
10. Angels of the Sea
11. Mount Everest
12. On a Day Like This (met Charlie McCoy)

## Nasynchronisatie

### Series
- 2017-heden - Animatieserie Pokémon Zon en Maan - Professor Burnet
- 2012-20?? - Animatieserie Rekkit Rabbit - Henrietta (hoofdrol)
- 2012 - Animatieserie Rien's Planeet - Aseefa (hoofdrol)
- 2011-20?? - Jeugdserie I'm in the Band - Beth Campbell (bijrol)
- 2011-2013 - Jeugdserie Big Time Rush - Jo Taylor (hoofdrol)
- 2009-2011 - Animatieserie Huntik - Zhalia Moon (hoofdrol)
- 200?-200? - Animatieserie Super Big - Verschillende rollen
- 2007-2008 - Animatieserie Animaniacs - Mindy en Rita (bijrollen)
- 2001-2017 - Animatieserie Fairly OddParents - AJ, Tootie en Trixie  (hoofdrollen)
- 2004-2005 - Animatieserie De Tofu's - Mam
- 2001-heden - Animatieserie Totally Spies! - Clover (hoofdrol), moeder van Clover (bijrol)
- 2003-2007 - Animatieserie Shinchan - Mede-zang leader
- 2003-2005 - Animatieserie The Fairytaler - Verschillende personages
- 2000-2006 - Animatieserie As Told by Ginger - Ginger (hoofdrol)
- 2004-heden - Animatieserie Winx Club - Bloom (hoofdrol) en zang titelsong (en diverse andere liedjes)
- 200?-200? - Animatieserie SpyDogs - Mitzi (hoofdrol)
- 200?-200? - Animatieserie Yu-Gi-Oh!  - Mokuba Kaiba (hoofdrol)
- 2002 - Animatieserie Gummi Beren - Prinses Clara (bijrol, re-dubbing)
- 2000-2004 - Animatieserie Pokémon - Ritchie en Casey (bijrollen)
- 2000-2001 - Animatieserie Simsala Grimm - Verschillende personages
- 199?-???? - Animatieserie Blinky Bill
- 199?-???? - Animatieserie Little Women - Jo March
- 1996 - Animatieserie Quack Pack - Kwak Duck
- 2016-2017 - Animatieserie Winx Club World of Winx - Bloom
- 2012-heden - Animatieserie Marvel Comics producties - Ms. Marvel/Captain Marvel

Romijn sprak verder nog de stem in van personages die een bijrol vervullen in series zoals Dora the Explorer, Beugelbekkie, The Fairly OddParents en Chuggington.

### Films
- 2015 - Animatiefilm WinxClub: Het Mysterie van de Afgrond - Bloom
- 2012 - Animatiefilm WinxClub 3D: Magisch Avontuur - Bloom
- 2008 - Animatiefilm WinxClub: Het Geheim van het Verloren Rijk - Bloom
- 2007 - Animatiefilm Beestenboel - Daisy de Koe
- 2007 - Animatiefilm The Simpsons Movie - Lisa
- 20?? - 3D Film Bratz: Rock Angelz - Yasmin
- 2005 - Animatiefilm Howl's Moving Castle - Sophie
- 2003 - Animatiefilm Spirited Away - Lin (DVD release)
- 1994 - Animatiefilm De geheime tuin - Mary

### Titelsongs
- Iznogoud (duet met Edward Reekers)
- Winx Club seizoen 1, 2, 3, 4, 6 en 7
- Shinchan (achtergrondkoor)
- Tante Soesa & Sassefras

### Liedjes
In 2018 nam Romijn liedjes op voor de serie World of Winx.

### Videogames
- 2003 - Computerspel Beyond Good & Evil - Jade (hoofdrol)

## Musicals
- Dial "M" for Man (vanaf februari 2012)
- BIRD (2014/2015)
- KATE! (t/m najaar 2011)
- Born to Be Wild (2011/2012, tweemaal)
- Cats
- Cats (Zwitserland, Zurich; Duits en Engels)
- Adèle in Casablanca
- Ne me quitte pas (Zwitserland; Franstalig)
- The Girls Can't Help It